# Перцептивная фонетика
Перцепти́вная фоне́тика (лат. perceptio — «восприятие») — раздел фонетики, рассматривающий восприятие звуков речи человеческими органами слуха. Отвечает на вопрос о том, какие звуковые свойства существенны для восприятия речи человеком (например, для опознания определённой фонемы) с учётом меняющихся акустических и артикуляционных характеристик речевых сигналов, то есть каковы перцептивные корреляты релевантных (существенных) признаков фонем и просодем.
Кроме того, в перцептивной фонетике учитывается, что люди в процессе восприятия звучащей речи извлекают информацию не только из акустических свойств высказывания, но и из языкового контекста и ситуации общения, прогнозируя общий смысл воспринимаемого сообщения.
Перцептивная фонетика также выявляет универсальные и специфические перцептивные характеристики, присущие звукам человеческого языка вообще и звуковым единицам конкретных языков, что позволяет сделать вывод о том, что восприятие опирается не только на инвариантные свойства фонем, но и на вариантные.